# 香川正恒

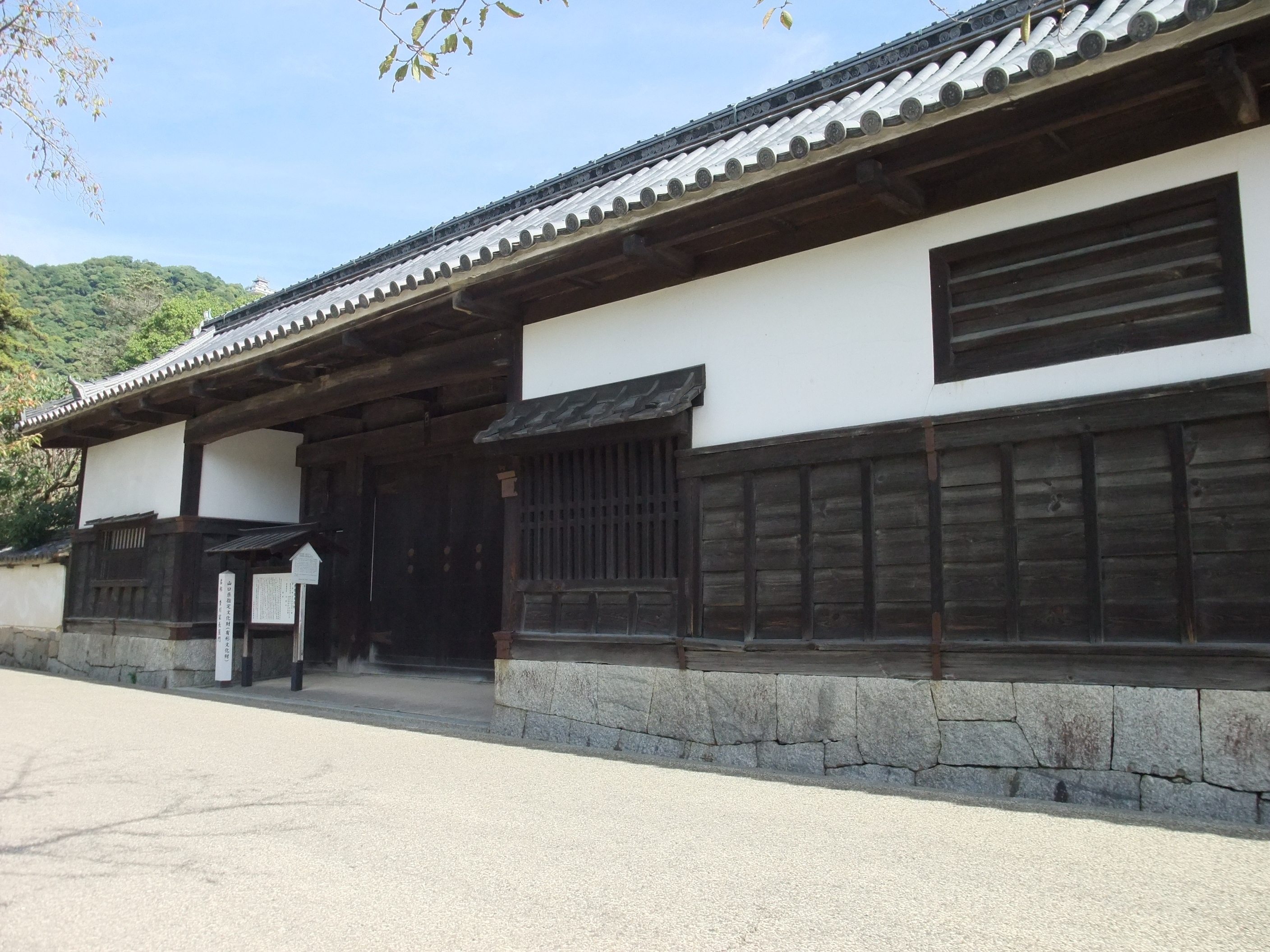
香川家長屋門（山口県岩国市、吉香公園）

香川 正恒（かがわまさつね、生年不詳 - 元禄15年（1702年））は、江戸時代前期から後期にかけての岩国領吉川氏家老。安芸香川氏の一族。別名は正経。子に香川景明、孫に宮庄親輔がいる。

## 生涯
香川正矩の子として生まれる。父が万治3年（1660年）に死去した後に家督を相続した。寛文5年（1665年）に宇都宮遯庵に、「陰徳記序」の執筆を依頼している。元禄6年（1693年）頃には大工の大屋嘉左衛門に命じて、現在も残る香川家長屋門（山口県有形文化財）を建てた。